# Basilio Tomás Sancho y Hernando
Basilio Tomás Sancho y Hernando (ur. 18 września 1728 w Villanueva del Rebollar de la Sierra, zm. 15 grudnia 1787) – hiszpański duchowny rzymskokatolicki, w latach 1766-1787 arcybiskup Manili.

## Życiorys
14 kwietnia 1766 został mianowany arcybiskupem Manili na Filipinach. Sakrę biskupią otrzymał 17 sierpnia 1766. 17 grudnia 1787 miał otrzymać nominację na arcybiskupa Granady, jednak zmarł dwa dni wcześniej, wskutek czego nie doszła ona do skutku.